# Metaluna IV antwortet nicht

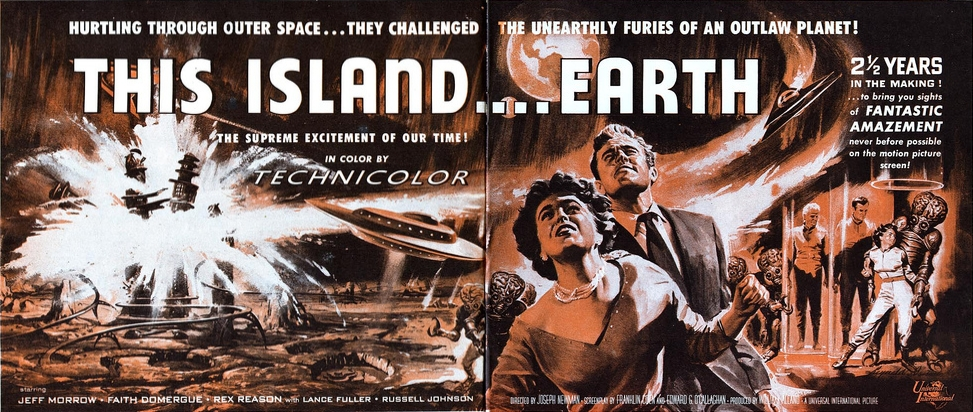
Filmplakat

Der US-amerikanische Science-Fiction-Film Metaluna IV antwortet nicht (englischer Originaltitel: This Island Earth) entstand 1955 unter der Regie von Joseph M. Newman auf Grundlage des Romans This Island Earth (deutscher Titel: Insel zwischen den Sternen) von Raymond F. Jones. Der Film wurde am 25. Dezember 1956 zum ersten Mal in deutschen Kinos gezeigt. Metaluna IV antwortet nicht handelt von Außerirdischen, die auf der Erde gelandet sind und die Hilfe irdischer Wissenschaftler benötigen. Die Spezialeffekte des SF-Klassikers besorgten Clifford Stine und David S. Horsley, für die Maske war Bud Westmore zuständig.

## Handlung
Der Atomphysiker Dr. Jack Meacham, der im Auftrag eines Industriekonzerns an einem Projekt zur Erschließung neuer atomarer Energiequellen beteiligt ist, fliegt mit einem Jet der U.S. Air Force zu seiner Forschungsstation. Kurz vor der Landung wird seine Maschine zunächst unkontrollierbar und droht abzustürzen, als ein seltsames grünes Licht das Flugzeug einhüllt. Wie von Geisterhand wird der Jet ohne Zutun Meachams gelandet. Als er in der Station ankommt, erwartet ihn schon die nächste Überraschung. Teile, die sein Assistent bestellt hat, sind nicht angekommen, stattdessen wurden bessere, miniaturisierte Teile von einer mysteriösen Abteilung geschickt. Niemand scheint diese Abteilung zu kennen. Erst glaubt Meacham noch an einen Scherz seiner Kollegen. Doch dann bekommt er eine Bauanleitung für eine Maschine namens „Interozitor“ in Form eines mehrere hundert Seiten starken Buches, dessen Seiten aus Metall sind. Meacham schickt eine weitere Anforderung für die benötigten Teile und erhält daraufhin eine Menge großer Kisten voller unbekannter Elektronik. Meacham macht sich mit seinem Assistenten an die Arbeit und setzt eine Maschine zusammen, über deren Funktion er nur rätseln kann.
Als die Maschine, aus der ein großer dreieckiger Bildschirm herausragt, fertig ist, stellt sich heraus, dass sie ein Kommunikationsgerät ist. Ein geheimnisvoller, weißhaariger Mann namens Mr. Exeter meldet sich über das Gerät und teilt Meacham mit, dass er durch den Zusammenbau des „Interozitors“ einen Eignungstest bestanden habe. Meacham ist an weiteren Informationen interessiert, die Exeter jedoch nicht preisgibt; stattdessen lädt dieser Meacham ein, zu ihm zu kommen, dort werde er Weiteres erfahren. Als Meacham zustimmt, zerstört der Interozitor zunächst die Bauanleitung und anschließend sich selbst.
Meacham wird am nächsten Morgen von einem unbemannten, fensterlosen Flugzeug abgeholt, dessen einziger Passagier er ist. Nach der Landung auf einem Privatgelände in Georgia angekommen, wird Meacham von seiner ehemaligen Studienfreundin, Dr. Ruth Adams, abgeholt, die sich merkwürdig benimmt, als kenne sie ihn nicht. Nach seinem Eintreffen in Exeters Labor stellt Meacham fest, dass hier die klügsten Köpfe der Erde versammelt sind. Mehrere Nobelpreisträger arbeiten an einem geheimnisvollen Projekt zur Gewinnung von Atomenergie, das Exeter initiiert hat. Meacham entschließt sich zu bleiben und an dem Projekt, das der Verhinderung zukünftiger Kriege dienen soll, mitzuarbeiten. Bald jedoch stellt er fest, dass etwas nicht stimmen kann. Die Ereignisse überschlagen sich, und es wird schnell klar, dass Exeter und seine Mitarbeiter Außerirdische sind, die zu einem bestimmten Zweck auf der Erde sind. Meacham, Adams und Steve Carlson versuchen zu fliehen, was jedoch von Exeter und dessen Mitarbeiter Brack entdeckt wird. Carlson wird bei dem Fluchtversuch durch Strahlen getötet, die Brack mittels des Interozitors aussendet. Meacham und Adams wollen mit einem kleinen Flugzeug fliehen, es wird aber von Exeters Raumschiff an Bord gezogen. Das Haus mit den Laboratorien wird inklusive der anderen Wissenschaftler gesprengt, um alle Spuren zu verwischen.
Während des Fluges in Exeters Raumschiff nach Metaluna IV klärt er die beiden Menschen über seine wahre Mission auf: Er kommt vom Planeten Metaluna weit außerhalb des Sonnensystems, und um im Krieg mit Zhargon, einem übermächtigen Feind, zu bestehen, benötigen sie das Wissen Meachams zur Herstellung synthetischen Urans aus Blei zur Erhaltung des radioaktiven, planetaren Schutzschildes. Was Exeter jedoch nicht weiß, ist, dass Monitor, Exeters Chef und Herrscher Metalunas, eine Umsiedlung des übrig gebliebenen Volkes von Metaluna auf die Erde beabsichtigt. Im Rahmen dieser Umsiedlung will er Komplikationen mit den Menschen verhindern, indem er ihnen den freien Willen mittels „Gedankenumformung“ nimmt. Als Exeter dies bemerkt, verhilft er den beiden Menschen zur Flucht, statt sie unter den Gedankenumformer zu bringen. Auf dem Weg zum Raumschiff kommt es zu einem Kampf mit einem Mutanten, welcher als Arbeiter auf Metaluna eingesetzt wurde; dabei wird Exeter schwer verletzt.
Als das Raumschiff mit den Dreien an Bord Metaluna verlassen hat, wird der Planet erneut massiv von den Zhargonern angegriffen und durch Meteoreinschläge vernichtet. Während Exeter mit den beiden Menschen zur Erde flüchtet, kommt es an Bord des Raumschiffs erneut zu einem Angriff durch einen Mutanten. Der Mutant stirbt jedoch an dem sich verändernden Luftgemisch an Bord, bevor er weiteren Schaden anrichten kann.
Dem tödlich verletzten Exeter gelingt es, Meacham und Adams zurück zur Erde zu bringen. Nachdem beide mit ihrem Flugzeug das Raumschiff verlassen haben, stürzt er sich mitsamt seinem Raumfahrzeug in den Atlantik, wo das Fahrzeug explodiert.

## Kritiken
Bei Kino.de werteten die Kritiker: „Farbenfroher Sci-Fi-Film aus den fünfziger Jahren. Joseph Newmans Warnung vor den Gefahren von Atomwaffen leidet etwas unter den beschränkten darstellerischen Fähigkeiten seiner Hauptdarsteller. Doch nachdem die ersten zwei Drittel überstanden sind, nimmt der Film mit dem Ausflug auf den Planten Metaluna beträchtlich an Fahrt auf. Dort gibt es nicht nur eine Begegnung mit einem mutierten Monster, sondern es kommt auch zur Katastrophe, die von Genrespezialist Jack Arnold (Gefahr aus dem Weltall) inszeniert wurde.“
Im Lexikon des Internationalen Films stand: „So naiv die politische Botschaft des Films auch klingen mag, er ist stilistisch klar und sehr spannend inszeniert. Atemberaubend schön und fremd sind vor allem die Dekors des Planeten Metaluna, die dem Film einen avantgardistischen Akzent verleihen. Die Mischung zwischen trivialem B-Film und avantgardistischer Zauberei im fernen Weltall verleihen dem Film seinen besonderen Reiz.“
Der Science Fiction Club Deutschland lobte in seinem Magazin Andromeda Nachrichten: „Einer der faszinierendsten SF-Filme der fünfziger Jahre, eine andere Form von Unheimliche Begegnung der dritten Art mit dramatischem Ausgang. Grandios inszeniert sind vor allem die pyrotechnischen Effekte in diesem Film […].“
Der Filmdienst urteilte: „Zwei amerikanische Atomforscher, ein Mann und eine Frau, werden zuerst in geheimnisvolle Laboratorien und schließlich auf einen fernen Planeten entführt, um den Bewohnern durch die Herstellung von künstlichem Uran die Übermacht in ihrem Kampf gegen einen feindlichen Planeten zu verschaffen. Naiv-fantastischer Klassiker des frühen Science-Fiction-Films mit reizvollen Dekors und Spezialeffekten, stilistisch klar und spannend inszeniert.“

## Trivia
Der Kernhandlung des Films Mystery Science Theater 3000 handelt davon, wie sich ein Mensch und zwei Roboter Metaluna IV antwortet nicht im Kino ansehen und ihn kommentieren.
Im Science-Fiction-Film Explorers – Ein phantastisches Abenteuer sieht sich Ben, gespielt von Ethan Hawke, den Film im Fernsehen an.